# Krukkenkruis

Verkort krukkenkruis

Het krukkenkruis is een heraldisch element in de vorm van een gewoon kruis waarvan elk uiteinde van een dwarsbalk is voorzien. Indien de dwarsbalken niet tegen de wapenrand aanleunen spreekt men van een verkort krukkenkruis.
Het krukkenkruis is vooral door de kruistochten bekend geworden. Er bestaat een variant die men het jeruzalemkruis noemt, waarin in iedere hoek nog een kruis aangebracht is. Dit wapen is in 1100 door paus Paschalis II aan de nieuwe kruisvaardersstaat Jeruzalem geschonken.